# Schildblättriger Hahnenfuß
Der Schildblättrige Hahnenfuß (Ranunculus thora), auch Gift-Hahnenfuß genannt, ist eine Pflanzenart aus der Gattung Hahnenfuß (Ranunculus) innerhalb der Familie der Hahnenfußgewächse (Ranunculaceae) gehört. Er ist in Europa verbreitet.

## Beschreibung

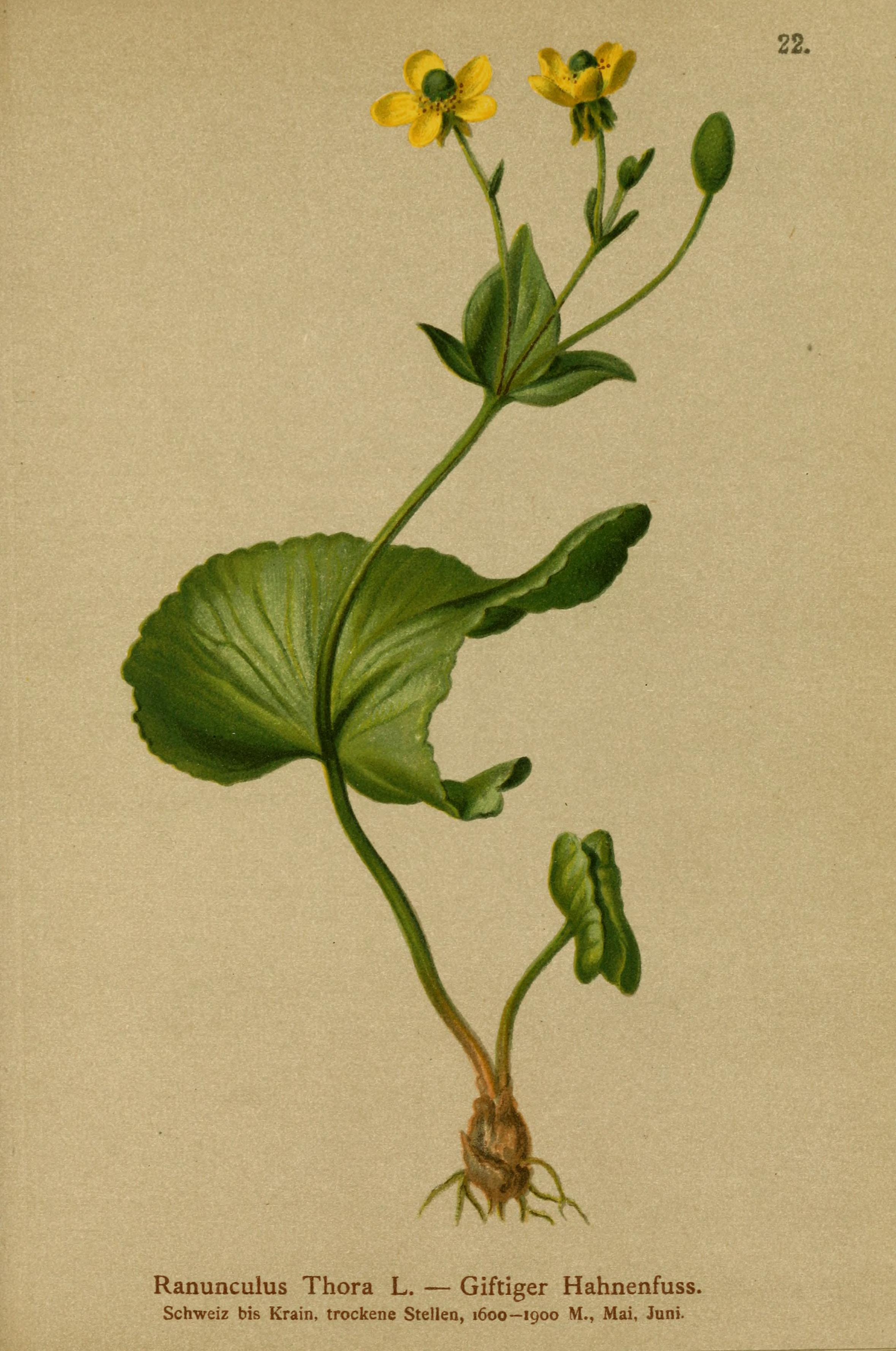
Illustration aus Atlas der Alpenflora, 1882

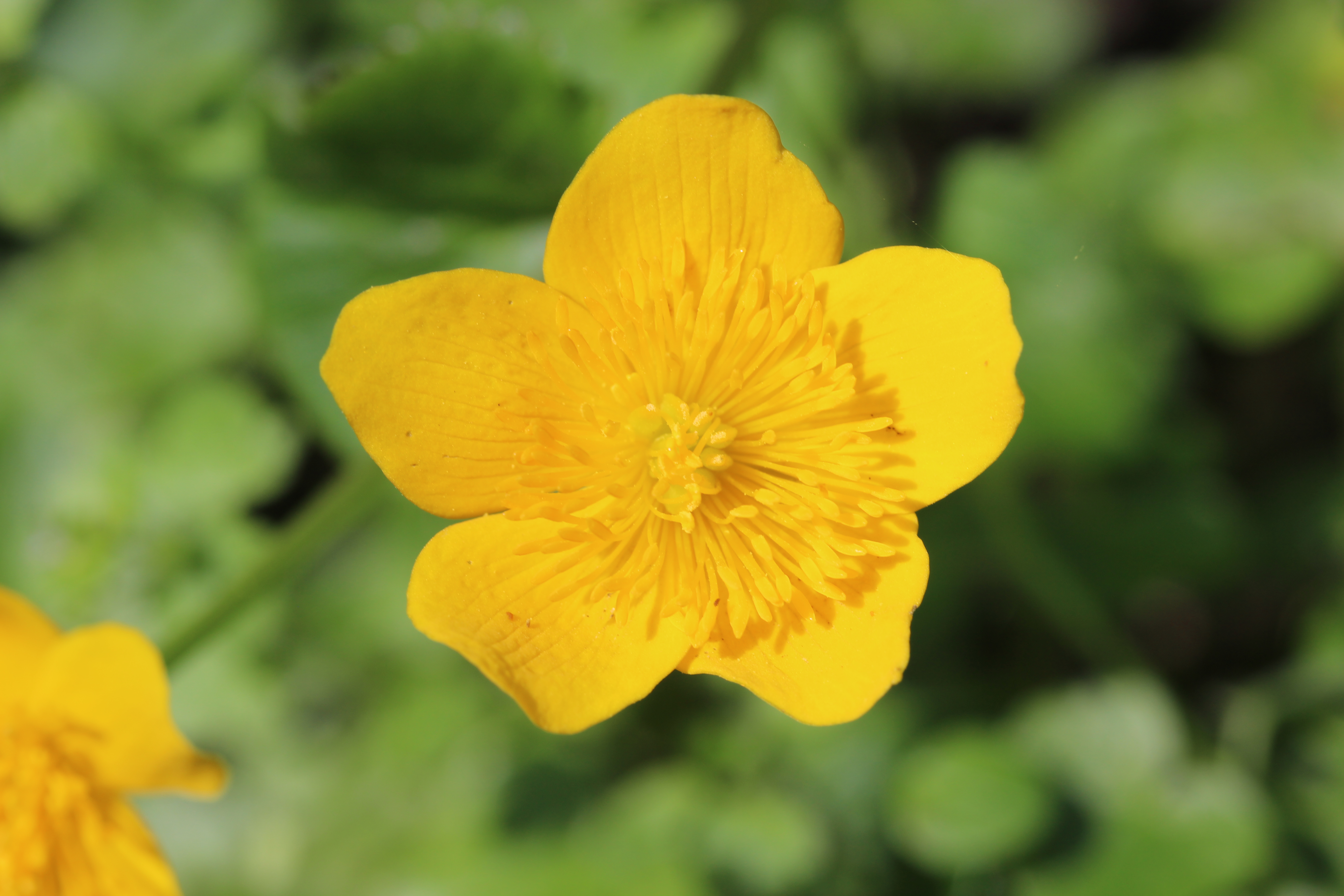
Blüte im Detail von oben

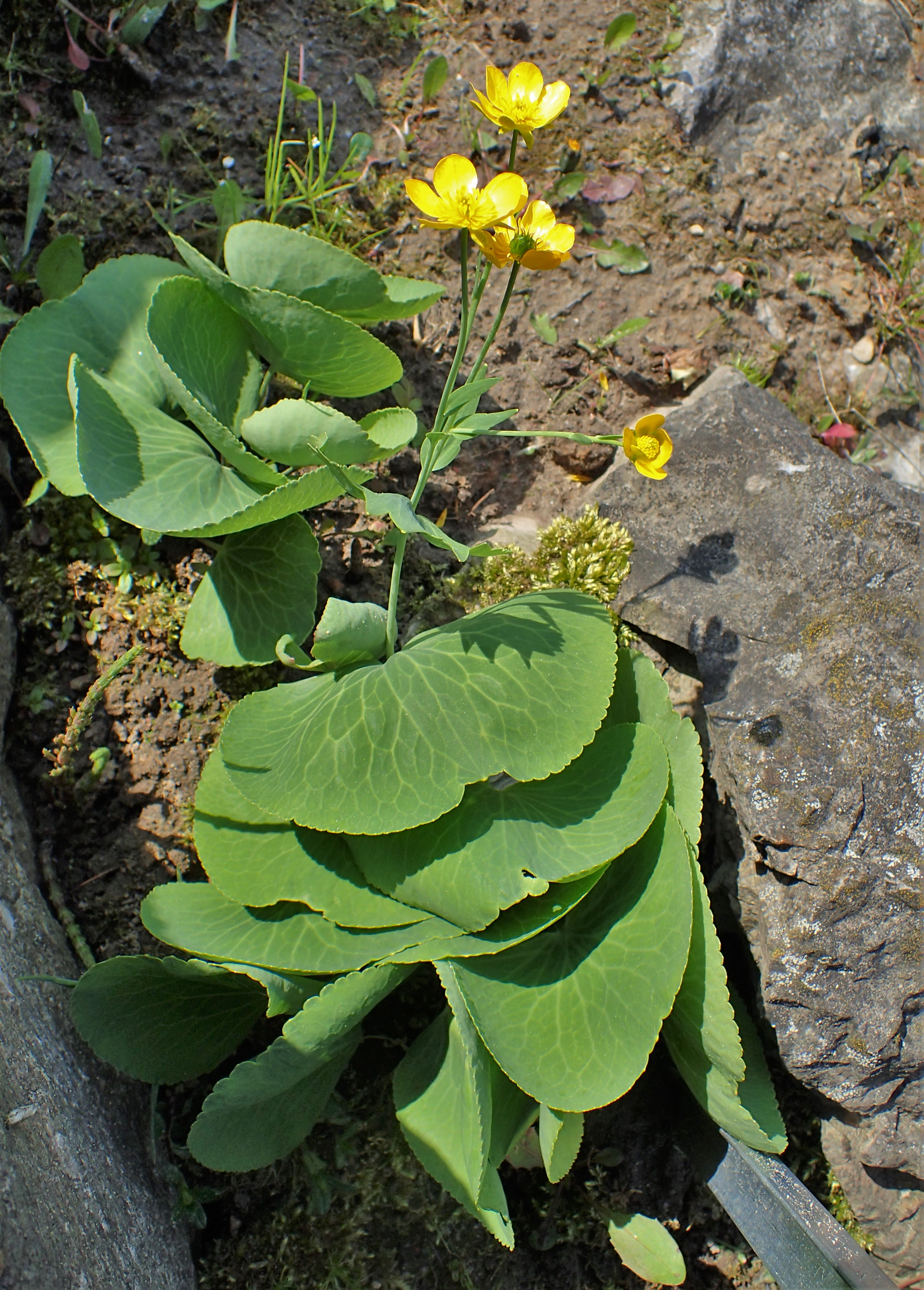
Habitus, Laubblätter und Blüten

### Vegetative Merkmale
Der Schildblättrige Hahnenfuß ist eine ausdauernde krautige Pflanze, die Wuchshöhen 5 bis 30, selten bis zu 50 Zentimetern erreicht. Seine Wurzeln sind oben etwas fleischig verdickt. Das kahle Rhizom ist relativ dünn. Der aufrechte Stängel ist meist unverzweigt.
Die ein bis zwei grundständigen, gestielten Laubblätter fehlen zur Blütezeit meist, da sie dann schon verdorrt sind. Das unterste, sitzende Stängelblatt befindet sich etwa in der Mitte des Stängels ist mit einer Länge von 8 bis 13 Zentimetern breiter als lang, relativ groß und kreisrund bis nierenförmig, kahl, blaugrün, mit gekerbten bis gesägten, zur Spitze hin grob gesägten Blattrand. Die oberen Stängelblätter sind viel kleiner, lanzettlich oder oft dreilappig mit zugespitztem oberen Ende.

### Generative Merkmale
Die Blütezeit reicht von Mai bis Juli. Es stehen nur ein bis zwei, selten bis zu fünf Blüten auf einem Stängel. Die Blütenstiele sind relativ lang.
Die zwittrige Blüte ist bei einem Durchmesser von 10 bis 20 Millimetern radiärsymmetrisch und fünfzählig mit doppelter Blütenhülle. Die fünf kahlen Kelchblätter sind kielförmig mit abwärts eingerollten Seiten. Die fünf gelben kronähnlichen Nektarblätter sind bei einer Länge von etwa 10 Millimetern sowie einer Breite von etwa 7 Millimetern eiförmig. Es sind zahlreiche Staubblätter mit relativ kleinen Staubbeuteln vorhanden. Es sind wenige Fruchtblätter vorhanden.
In einer Sammelnussfrucht stehen wenige Nüsschen zusammen. Die kahlen Nüsschen sind bei einer Länge von 3 bis 4 Millimetern sowie einem Durchmesser von 2,5 bis 3,5 Millimetern fast kugelig und besitzen einen mit einer Länge von 1,3 bis 2 Millimetern relativ kurzen hakigen Schnabel.

### Chromosomensatz
Die Chromosomenzahl beträgt 2n = 16.

## Inhaltsstoffe
Die Pflanzenteile sind durch große Mengen an Protoanemonin stark giftig.

## Vorkommen
Es gibt Fundortangaben für die Länder Spanien, Frankreich, die Schweiz, Österreich, Italien, Slowenien, Kroatien, Serbien, Bosnien und Herzegowina, Montenegro, Albanien, Rumänien, Polen, die Slowakei und die Ukraine. Der Schildblättrige Hahnenfuß kommt in Europa vor und ist auf die Berggebiete Mittel- und Südeuropas von den Pyrenäen (nordwestliches Spanien) bis zum Illyrischen Gebirge und den Ost-Karpaten beschränkt. In den Alpen steigt er bis auf Höhenlagen von bis zu 2400 Meter auf, fehlt aber in den Nordalpen.
Seine Vorkommen sind auf die Kalkgebiete beschränkt. Er gedeiht auf Felsbändern, Felsschutthalden, in Blaugrashalden des Verbands Seslerion, in Horstseggenrasen und im Legföhrengebüsch.
In Österreich gilt der Schildblättrige Hahnenfuß als potentiell gefährdet. Er ist in den Süd-Karawanken sehr selten. In den rumänischen Karpaten gilt 2014 Ranunculus thora nach den IUCN-Kriterien als VU C2a, B1(i) = „Vulnerable“ = „gefährdet“. In Frankreich gilt Ranunculus thora als LC = „Least Concern“ = „nicht gefährdet“.
Die ökologischen Zeigerwerte nach Landolt et al. 2010 sind in der Schweiz: Feuchtezahl F = 2 (mäßig trocken), Lichtzahl L = 4 (hell), Reaktionszahl R = 5 (basisch), Temperaturzahl T = 2 (subalpin), Nährstoffzahl N = 2 (nährstoffarm), Kontinentalitätszahl K = 4 (subkontinental).

## Taxonomie
Die Erstveröffentlichung von Ranunculus thora erfolgte 1753 durch Carl von Linné in Species Plantarum, Tomus I, S. 550. Den Namen „Thora“ trug er schon im Mittelalter; seine Herleitung ist ungeklärt, doch ist es wenig wahrscheinlich, dass sie mit dem griechischen Wort phthora für Verderben zusammenhängt. Synonyme für Ranunculus thora L. sind: Ranunculus scutatus Waldst. & Kit., Ranunculus tatrae Borbás.

## Nutzung
Der Schildblättrige Hahnenfuß wird selten als Zierpflanze für Steingärten genutzt. Die Pflanzenknollen von Ranunculus thora wurden im Alpenraum über Jahrhunderte als Pfeilgift verwendet.